# Bowery Theatre

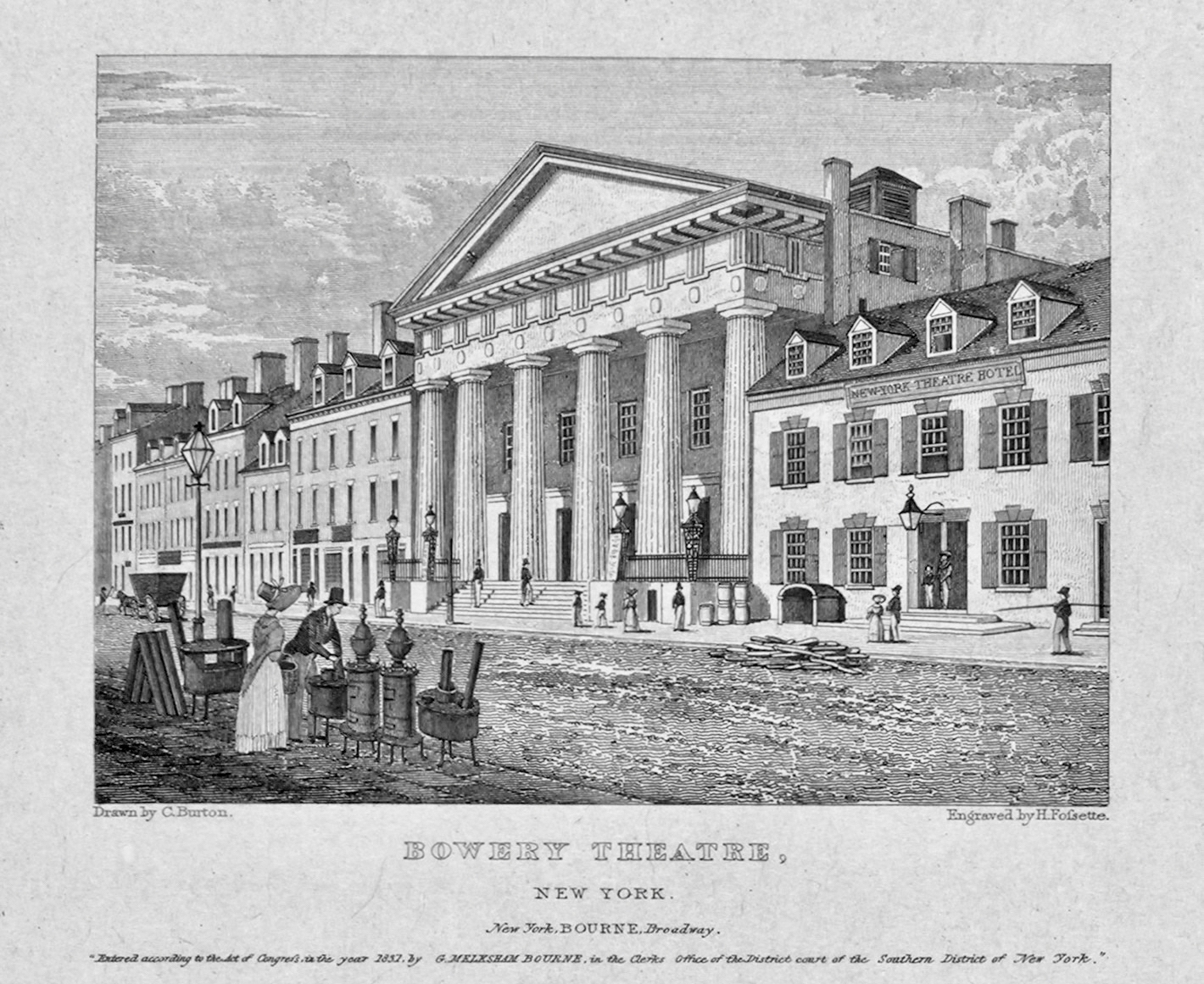
Bowery Theatre New York, by George Melksham Bourne

Bowery Theatre var en teater i staden New York i USA. Den öppnade 1826 under namnet New York Theatre och var aktiv fram till 1929 då den totalförstördes i en brand. Från 1879 hette den Thalia Theatre, men i efterhand har Bowery blivit vedertagna namnet. Den var en ledande scen i New York. Den grundades som en rival till Park Theatre (1798-1848), som då var stadens ledande scen och närmast utan rivaler, och kom att bli den teater som hade största framgång bland den breda allmänheten och immigranterna. 